# Humildad

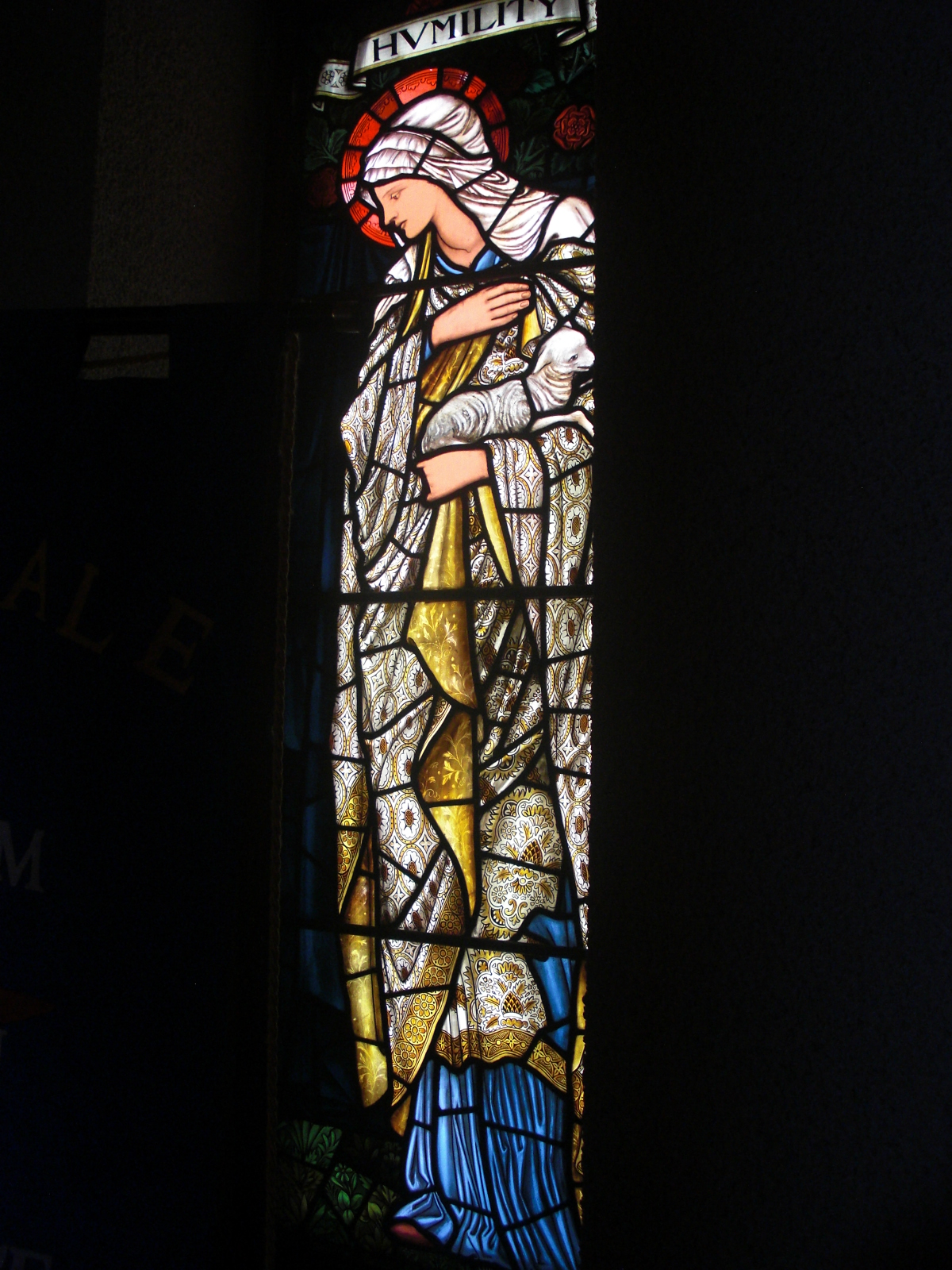
Representación de la humildad en un vitral, hecha por Edward Burne-Jones.

El término humildad (deriva del latín hŭmĭlĭtas, ātis, f. humilis,) Hace referencia a la tierra —humus— a su proximidad tanto en un sentido físico como metafórico. Por ejemplo, un campesino está más próximo a la tierra que un aristócrata. Se aplica a la persona que tiene la capacidad de restarle importancia a sus propios logros y virtudes, y de reconocer sus defectos y errores.

## Humildad como virtud
Miguel de Cervantes dice en Coloquio de los perros que:

La humildad es la base y fundamento de todas las virtudes, y que sin ella no hay alguna que lo sea.

Opina así el «príncipe de los ingenios» que la modestia y la discreción mejoran las demás virtudes y enriquece la personalidad.
Desde el punto de vista virtuoso, consiste en aceptarnos con nuestras habilidades y nuestros defectos, sin vanagloriarnos por ellos. Del mismo modo, la humildad es opuesta a la soberbia. Una persona humilde no es pretenciosa, muy interesada, tampoco egoísta como lo es una persona soberbia, quien se siente autosuficiente y generalmente hace las cosas por conveniencia.
Santa Teresa de Jesús define la verdadera humildad como "andar en verdad". 